# V774104
V774104 is een TNO (Transneptunisch object) in het zonnestelsel op 15,4 miljard kilometer van de zon. Gezien zijn geschatte grootte is het een kandidaat-dwergplaneet.
Het object is 500 tot 1000 kilometer groot en werd ontdekt met de Subaru-telescoop op Mauna Kea in Hawaï. Het object ligt op een afstand die ongeveer 103 keer groter is dan de afstand tussen de aarde en de zon.
Wetenschappers zien verschillende mogelijkheden die de oorsprong van het object kunnen verklaren. Zo zou het object weggeslingerd kunnen zijn uit de Kuipergordel of ontsnapt zijn uit de Oortwolk (zoals Sedna en 2012 VP113). In dat laatste scenario laten wetenschappers de vraag open of een nog onontdekte planeet mogelijks de baan van het hemellichaam bepaalt.